# Živio!
Živio! ist ein Marsch von Johann Strauss Sohn (op. 456). Datum und Ort der Uraufführung sind nicht überliefert.